# Héctor Lucero
Hector Lucero, né le 10 janvier 1982 à Chimbas (es), est un coureur cycliste argentin.

## Palmarès et résultats

### Palmarès par année
- 2008
  - Mendoza-San Juan
- 2009
  - Gran Premio Clausura de San Juan
  - 2e de la Doble Media Agua
- 2010
  - 2e étape du Giro del Sol San Juan
- 2011
  - 5e étape du Tour de San Juan
  - 5e étape du Giro del Sol San Juan
- 2012
  - 2e étape du Tour de San Juan
  - 1re étape de la Doble Chepes
  - Doble Media Agua
- 2013
  - 2e étape de la Doble Bragado
  - 2e étape de la Vuelta de Lavalle
  - 2e de la Doble Difunta Correa
- 2014
  - Mendoza-San Juan
  - 2e de la Doble Media Agua
- 2015
  - 9e étape du Tour de San Juan
  - 5e et 8e étapes de la Doble Bragado
  - 1re et 4e étapes des 500 Millas del Norte
- 2016
  - 1re étape du Giro del Sol San Juan
- 2017
  - Doble Cerrillo
  - 5e, 8e et 8e étapes du Tour d'Uruguay
  - Circuit Carlos Escudero
  - 3e de la Doble Media Agua
- 2018
  - 3e étape du Giro del Sol San Juan
  - 2e et 8e étapes de la Doble Bragado
  - 4e et 10e étapes du Tour d'Uruguay
- 2019
  - 2e étape du Giro del Sol San Juan
  - 4e étape du Tour de Mendoza
  - 1re étape de la Vuelta al Centro de Buenos Aires
  - Revancha de la Doble
  - Doble San Martín
  - 3e du championnat d'Argentine sur route

### Classements mondiaux
| Année            | 2017 | 2018 | 2019 |
| ---------------- | ---- | ---- | ---- |
| UCI America Tour | 182e | 303e | 384e |